# Karen Josephson
Karen Josephson (Bristol, 10 de outubro de 1964) é uma ex-nadadora sincronizada estadunidense, campeã olímpica.

## Carreira
Em 1988, nos Jogos Olímpicos de Seul, foi medalhista de prata no dueto e na mesma categoria, foi medalhista de ouro em 1992, nos Jogos Olímpicos de Barcelona, sempre ao lado de sua parceira e irmã gêmea, Sarah Josephson.